# Mellfeltöltés

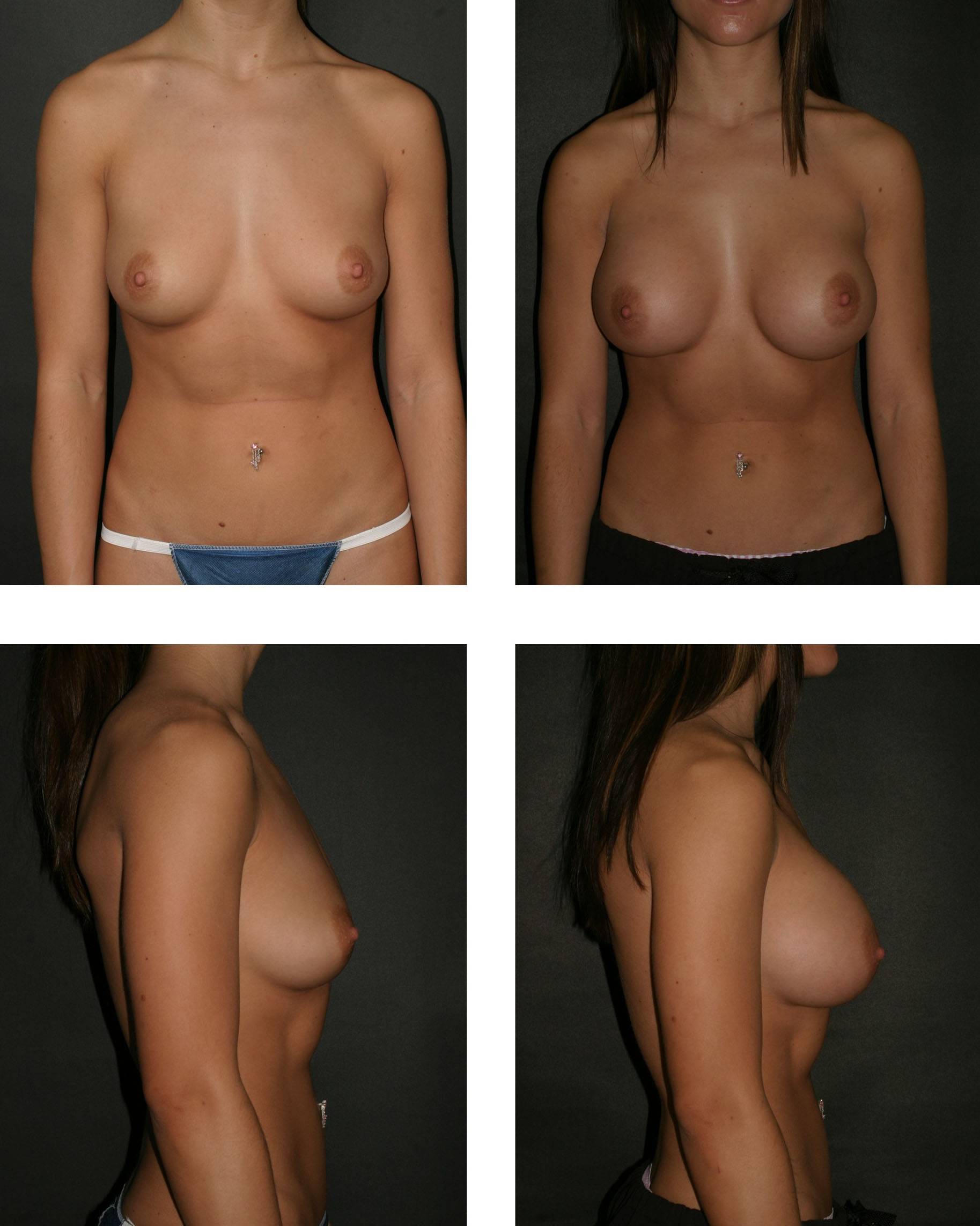

Mellnagyobbításra igen sok módszert dolgoztak ki az idők során. 
A mellfeltöltést mellnagyobbításra lehet használni. A kifejezés  alatt elsődlegesen azon beavatkozásokat értik, amelyekben nem emlőimplantátumot használnak, hanem olyan folyékony feltöltőanyagot, amellyel növelni lehet a mell térfogatát.
Régebben mesterséges anyagokat próbáltak alkalmazni (paraffin, szilikon), azonban ezek nem kívánt mellékhatása miatt e feltöltőanyagok tilalmi listán vannak.
A mellfeltöltés új korszakát onnan számítják, amikor elkezdődött a saját zsírral történő mellfeltöltés (az 1980-as években).
Amennyiben saját testanyaggal történik a feltöltés, azzal kiküszöbölhető a korábbi, idegen anyaggal való feltöltések össze hibája.
Az utóbbi években ennek köszönhetően terjedt el  a saját zsírral velő mellfeltöltés plasztikai sebészeti módszere.
A saját zsírral való feltöltés esetében elsőként azt kell mérlegelni, hogy a páciens rendelkezik-e megfelelő, átültetés céljára eltávolítható zsírszövettel. Általában a „lovaglózsír”, a térd-, combbelső zsírpárnái vagy a hason, derékon lévő zsírpárnák szolgálnak donorként (feltöltőanyagot szolgáltató helyként).
Igen vékony, speciális zsírszívó kanüllel eltávolítják a felesleges zsírpárnákat (ezzel egyúttal e zavaró zsírtöbblet korrekciójára is sor kerülhet), majd az ily módon kinyert feltöltőanyagot juttatják a mellszövet alá és felé, megnagyobbítva ezzel az emlők méretét. (Az emlőszövetbe nem adnak feltöltőanyagot, annak érdekében, hogy az emlőszövet ép maradjon, könnyen vizsgálható, és a panaszok elkülöníthetőek legyenek, esetleges emlőpanaszok, emlőszűrés esetén.)
Magyarországon is végeznek ilyen típusú beavatkozásokat, és a többéves tapasztalatok szerint a beadott zsírmennyiség kb. 60-80%-a hasznosul. Igen fontos tapasztalati tényező továbbá az eredményesség szempontjából, hogy mivel a páciens a műtét első fázisában végzett zsírszíváskor megszabadul a felesleges és zavaró zsírpárnáitól, ezért abbahagyhatja az állandósult diétáját. Ezáltal várhatóan súlygyarapodás következik be, a súlyfelesleg azonban a már átültetett zsírszövet révén a melleknél jelentkezik, ami tovább növeli a műtét eredményességét.
Igen nagy jelentősége van annak, hogy a saját zsírral való feltöltés hosszú távú és megbízható eredményt ad, és nem fordulhatnak elő azon problémák, melyek a korábban gyakrabban alkalmazott emlőimplantációk esetében gondot okozhattak (implantátumsérülés, tokképződés, torzulás, elmozdulás stb.). Ezért terjed egyre inkább ez az idegen anyagot nem alkalmazó mellnövelő beavatkozás.